# لوسي أديسون
لوسي أديسون (بالإنجليزية: Lucy Addison)‏ هي مديرة مدرسة أمريكية، ولدت في 8 ديسمبر 1861 في Upperville, Virginia ‏ في الولايات المتحدة، وتوفيت في 13 نوفمبر 1937 في واشنطن العاصمة في الولايات المتحدة.